# Registro Nacional de Lugares Históricos em Manhattan da 59th até 110th Streets
Esta é uma lista de propriedades e distritos listados no Registro Nacional de Lugares Históricos em Manhattan da 59th até 110th Streets, que é uma parte significativa do distrito de Manhattan na cidade de Nova Iorque. Por sua vez, o distrito de Manhattan é co-existente com o condado de Nova Iorque. Para todas as propriedades e distritos de Manhattan, consulte as listagens do Registro Nacional de Lugares Históricos em Manhattan.

## Listagem atual
A relação a seguir lista as 111 entradas atuais pertencentes ao Registro Nacional de Lugares Históricos e são baseadas em inscrições no Banco de Dados do Cadastro Nacional de Informações. Há inclusões frequentes e exclusões ocasionais à lista, fazendo com que as entradas mostradas aqui sejam aproximadas e não oficiais. Os primeiros marcos foram designados em 15 de outubro de 1966 e os mais recentes em 3 de março de 2021.
Legenda:
| NRHP | Registro Nacional de Lugares Históricos |
| NHL  | Marco Histórico Nacional                |
| NHLD | Distrito Histórico Nacional             |
| HD   | Distrito Histórico                      |
| NHS  | Local Histórico Nacional                |
| NMEM | Memorial Nacional dos EUA               |
| NMON | Monumento Nacional dos EUA              |
| NHP  | Parque Histórico Nacional dos EUA       |
| NMP  | Parque Nacional Militar dos EUA         |

| [ 2 ] | Nome                                                                                                  | Imagem | Inclusão                | Endereço e coordenadas | Bairro                                 | NRIS                                      | Observações |
| ----- | --- | ------ | ----------------------- | --- | -------------------------------------- | ----------------------------------------- | --- |
| 1     | 110th Street–Cathedral Parkway Subway Station (IRT)                                                   |        | 17 de setembro de 2004  | Junção da Broadway, W. 110th St. e Cathedral Pkwy. | Morningside Heights                    | 04001019                                  | Estação de metrô (linha 1) |
| 2     | 69th Street Transfer Bridge                                                                           |        | 26 de junho de 2003     | Oeste do Rio Hudson na West Side Highway entre W 66th e 70th Sts. | Riverside Park                         | 03000577                                  | |
| 3     | 72nd Street Subway Station (IRT)                                                                      |        | 17 de setembro de 2004  | Junção da Broadway e W. 72nd St. | Upper West Side                        | 04001017                                  | Estação de metrô (linhas 1, 2 e 3) |
| 4     | 79th Street Subway Station (IRT)                                                                      |        | 17 de setembro de 2004  | Junção da W. 79th St. e Broadway | Upper West Side                        | 04001018                                  | Estação de metrô (linhas 1 e 2) |
| 5     | 86th Street Subway Station (Dual System IRT)                                                          |        | 30 de março de 2005     | Abaixo da Lexington Ave., entre E. 85th e E. 87th Sts. | Upper East Side                        | 05000236                                  | Estação de metrô (linhas 4, 5, 6 e <6>) |
| 6     | Museu Americano de História Natural                                                                   |        | 24 de junho de 1976     | Central Park West e 77th St. 40° 46′ 50″ N, 73° 58′ 25″ O | Upper West Side                        | 76001235                                  | |
| 7     | Ansonia Hotel                                                                                         |        | 10 de janeiro de 1980   | 2101-2119 Broadway 40° 46′ 48″ N, 73° 58′ 57″ O | Upper West Side                        | 80002665                                  | |
| 8     | Apartment at 1261 Madison Avenue                                                                      |        | 29 de outubro de 1982   | 1261 Madison Ave. | Upper East Side                        | 82001185                                  | |
| 9     | Apthorp Apartments                                                                                    |        | 30 de janeiro de 1978   | 2201-2219 Broadway | Upper West Side                        | 78001868                                  | |
| 10    | Association Residence Nursing Home                                                                    |        | 20 de fevereiro de 1975 | 891 Amsterdam Ave. | Upper West Side                        | 75001201                                  | |
| 11    | George F. Baker Jr. and Sr. Houses                                                                    |        | 3 de junho de 1982      | 67, 69, and 75 E. 93rd St. | Upper East Side                        | 82003367                                  | |
| 12    | James Baldwin House                                                                                   |        | 3 de setembro de 2019   | 137 West 71st | Upper West Side                        | 100004332                                 | O apartamento foi a casa do escritor afro-americano James Baldwin de 1965 até sua morte em 1987 |
| 13    | Barbizon Hotel for Women                                                                              |        | 29 de outubro de 1982   | 140 E. 63rd St. | Lenox Hill                             | 82001186                                  | |
| 14    | Beacon Theater and Hotel                                                                              |        | 4 de novembro de 1982   | 2124 Broadway | Upper West Side                        | 82001187                                  | |
| 15    | Belnord Apartments                                                                                    |        | 23 de abril de 1980     | 225 W. 86th St. | Upper West Side                        | 80002670                                  | |
| 16    | Building at 133 East 80th Street                                                                      |        | 16 de agosto de 2010    | 133 E 80th St | Upper East Side                        | 10000553                                  | |
| 17    | Building at 210 East 68th Street                                                                      |        | 16 de junho de 2005     | 210 E. 68th St. | Lenox Hill                             | 05000619                                  | |
| 18    | Building at 45 East 66th Street                                                                       |        | 6 de maio de 1980       | 45 E. 66th St. | Lenox Hill                             | 80002674                                  | |
| 19    | James A. Burden House and Otto H. Kahn House                                                          |        | 12 de setembro de 2006  | 70 e 1 E. 91st St. | Carnegie Hill                          | 06000821                                  | Agora Convento do Sagrado Coração. |
| 20    | Andrew Carnegie Mansion                                                                               |        | 13 de novembro de 1966  | 2 E. 91st St. | Carnegie Hill                          | 66000536                                  | Agora Cooper Hewitt, Smithsonian Design Museum |
| 21    | Central Park                                                                                          |        | 15 de outubro de 1966   | Delimitado pela Central Park S., 5th Ave., Central Park W., 110th St. 40° 46′ 57″ N, 73° 57′ 57″ O                                                                             | Manhattan                              | 66000538                                  | Parque projetado por Frederick Law Olmsted e Calvert Vaux, sua obra mais conhecida. Um dos parques mais famosos do mundo. |
| 22    | Central Park West Historic District                                                                   |        | 9 de novembro de 1982   | Central Park West entre 61st e 97th Sts. | Upper West Side                        | 82001189                                  | Horizonte único e distinto sobre o parque. |
| 23    | Central Savings Bank                                                                                  |        | 8 de setembro de 1983   | 2100-2108 Broadway | Upper West Side                        | 83001720                                  | Também conhecido como Apple Bank for Savings. |
| 24    | The Church of the Heavenly Rest and the Chapel of the Beloved Disciple                                |        | 3 de março de 2021      | 1085 5th Ave. | Carnegie Hill                          | 100006215                                 | |
| 25    | Church of St. Ignatius Loyola Complex                                                                 |        | 24 de julho de 1980     | Park Ave., 83rd e 84th Sts. | Yorkville                              | 80002679                                  | |
| 26    | Igreja de São Paulo Apóstolo                                                                          |        | 5 de dezembro de 1991   | 415 W. 59th St. 40° 46′ 11″ N, 73° 59′ 07″ O | Lincoln Square                         | 91001723                                  | |
| 27    | City and Suburban Homes Company's First Avenue Estate Historic District                               |        | 1 de agosto de 1986     | 1168-1200 First Ave., 401-429 E. Sixty-fourth, and 402-430 E. Sixty-fifth Sts.                                                                                                 | Lenox Hill                             | 86002622                                  | |
| 28    | City and Suburban Homes Company's York Avenue Estate and Shively Sanitary Tenements Historic District |        | 15 de setembro de 1994  | Aproximadamente delimitado pela York Ave., E. Seventy-seventh St., Franklin D. Roosevelt Dr., e E. Seventy-ninth St.                                                           | Lenox Hill e Yorkville                 | 86003823                                  | |
| 29    | Claremont Stables                                                                                     |        | 16 de abril de 1980     | 173-177 W. 89th St. | Upper West Side                        | 80002683                                  | |
| 30    | Congregation B'nai Jeshurun Synagogue and Community House                                             |        | 2 de junho de 1989      | 257 W. 88th St. e 270 W. 89th St. | Upper West Side                        | 89000474                                  | |
| 31    | Congregation Ohab Zedek                                                                               |        | 18 de agosto de 2017    | 118-120 & 122-124 W. 95th St. | Upper West Side                        | 100001487                                 | |
| 32    | Control House on 72nd Street                                                                          |        | 6 de maio de 1980       | W. 72nd St. e Broadway | Upper West Side                        | 80002684                                  | Casa de controle do metrô para as linhas 1, 2 e 3. |
| 33    | Lucy Drexel Dahlgren House                                                                            |        | 20 de julho de 1989     | 15 E. 96th St. | Carnegie Hill e East Harlem            | 89000946                                  | |
| 34    | Dakota Apartments                                                                                     |        | 26 de abril de 1972     | 1 W. 72nd St. 40° 46′ 36″ N, 73° 58′ 35″ O | Upper West Side                        | 72000869                                  | Complexo de apartamentos do final do século XIX com arquitetura distinta no Central Park; usado para exteriores em Rosemary's Baby e local do assassinato de John Lennon. |
| 35    | Dorilton                                                                                              |        | 8 de setembro de 1983   | 171 W. 71st St. | Upper West Side                        | 83001723                                  | |
| 36    | Duke Residence                                                                                        |        | 7 de dezembro de 1989   | 1009 Fifth Ave. | Museum Mile                            | 89002090                                  | |
| 37    | James B. Duke House                                                                                   |        | 10 de novembro de 1977  | 1 E. 78th St. | Museum Mile                            | 77000956                                  | |
| 38    | East 73rd Street Historic District                                                                    |        | 22 de julho de 1982     | 161-179 e 166-182 E. 73rd St. | Lenox Hill                             | 82003374                                  | Pequeno enclave de antigas casas de carruagens intactas de residentes ricos da área |
| 39    | East 78th Street Houses                                                                               |        | 25 de março de 1980     | 157,159,161, e 163-165 E. 78th St. | Upper East Side                        | 80002685                                  | Casas geminadas mais antigas no Upper East Side |
| 40    | East 80th Street Houses                                                                               |        | 26 de março de 1980     | 116-130 E. 80th St. | Upper East Side                        | 80002686                                  | Casas urbanas de alto padrão intactas da década de 1920; casas de Vincent Astor e George Whitney. |
| 41    | First Battery Armory                                                                                  |        | 20 de fevereiro de 2013 | 56 W. 66th St. | Lenox Hill                             | 13000028                                  | Arsenal intacto e exemplar de 1903 agora convertido em estúdio de TV |
| 42    | First Hungarian Reformed Church                                                                       |        | 31 de agosto de 2000    | 344-346 East 69th St. | Lenox Hill                             | 00001012                                  | A igreja de 1916 em estilo vernáculo húngaro é o único edifício religioso cristão de Emery Roth. |
| 43    | Founder's Hall, The Rockefeller University                                                            |        | 13 de setembro de 1974  | 66th St. e York Ave. | Lenox Hill                             | 74001269                                  | |
| 44    | A Coleção Frick e o Edifício da Biblioteca de Referência da Arte Frick                                |        | 6 de outubro de 2008    | 1 East 70th Street; 12 East 71st Street 40° 46′ 16″ N, 73° 58′ 03″ O | Upper East Side                        | 08001091                                  | |
| 45    | Mansão Archibald Gracie                                                                               |        | 12 de maio de 1975      | East End Ave. com 88th St. | Yorkville 40° 46′ 59″ N, 73° 56′ 36″ O | 75001205                                  | Residência do prefeito de Nova Iorque. |
| 46    | Museu Solomon R. Guggenheim                                                                           |        | 19 de maio de 2005      | 1071 Fifth Ave. 40° 46′ 59″ N, 73° 57′ 32″ O | Museum Mile                            | 05000443                                  | A obra tardia mais conhecida de Frank Lloyd Wright. |
| 47    | Barbara Rutherford Hatch House                                                                        |        | 9 de junho de 1983      | 153 E. 63rd St. | Lenox Hill                             | 83001728                                  | |
| 48    | Henderson Place Historic District                                                                     |        | 20 de junho de 1974     | Henderson Pl. | Yorkville                              | xxx                                       | |
| 49    | Holy Trinity Church, St. Christopher House and Parsonage                                              |        | 30 de maio de 1980      | 312-316 e 332 E. 88th St. | Upper East Side                        | 80002694                                  | |
| 50    | House at 49 East 80th Street                                                                          |        | 15 de novembro de 2007  | 49 E 80th St. | Upper East Side                        | 07001193                                  | |
| 51    | Houses at 1026-1028 Fifth Ave.                                                                        |        | 12 de fevereiro de 1999 | 1026-1028 Fifth Ave. | Museum Mile                            | 99000197                                  | |
| 52    | Houses at 120 and 122 East 92nd Street                                                                |        | 29 de outubro de 1982   | 120-122 East 92nd St. | Upper East Side                        | 82001195                                  | |
| 53    | Houses at 146-156 East 89th Street                                                                    |        | 3 de junho de 1982      | 146-156 E. 89th St. | Upper East Side                        | 82003378                                  | |
| 54    | Houses at 208-218 East 78th Street                                                                    |        | 30 de junho de 1983     | 208-218 E. 78th St. | Upper East Side                        | 83001732                                  | Cinco casas geminadas restantes da era da Guerra Civil de uma fileira original de 16; Vigas de janela arredondada incomuns em edifícios italianos. |
| 55    | LANAI (iate)                                                                                          |        | 2 de fevereiro de 2018  | 79th St. Boat Basin | Upper West Side                        | 100002077                                 | Mais antigo iate residencial existente de John Trumpy & Sons, construído em 1911 |
| 56    | Level Club                                                                                            |        | 9 de abril de 1984      | 253 W. 73rd St. | Upper West Side                        | 84002784                                  | |
| 57    | William Goadby Loew House                                                                             |        | 15 de julho de 1982     | 56 E. 93rd St. | Upper East Side                        | 82003384                                  | |
| 58    | Madison Avenue Facade of the Squadron A Armory                                                        |        | 24 de março de 1972     | Madison Ave. entre 94th e 95th Sts. | Carnegie Hill                          | 72000877                                  | |
| 59    | Master Building                                                                                       |        | 23 de fevereiro de 2016 | 310 Riverside Dr. | Upper West Side                        | 16000036                                  | Prédio de apartamentos Art Déco pioneiro de 1929 |
| 60    | Metropolitan Museum of Art                                                                            |        | 24 de junho de 1986     | Fifth Ave. com Eighty-second St. 40° 46′ 46″ N, 73° 57′ 47″ O | Museum Mile                            | 86003556                                  | O edifício mais conhecido de Richard Morris Hunt; O museu de arte mais importante da América. |
| 61    | Lewis G. Morris House                                                                                 |        | 12 de fevereiro de 1977 | 100 E. 85th St. | Upper East Side                        | 77000960                                  | |
| 62    | Municipal Asphalt Plant                                                                               |        | 23 de maio de 1980      | Entre 90th e 91st Sts. | Yorkville                              | 80002702                                  | |
| 63    | New York Cancer Hospital                                                                              |        | 29 de abril de 1977     | 2 W. 106th St. | Manhattan Valley                       | 77000961                                  | Convertido em condomínios; também conhecido como Towers Nursing Home. |
| 64    | New York Public Library                                                                               |        | 15 de julho de 1982     | 222 E. 79th St. | Yorkville                              | 82003386                                  | |
| 65    | Park Avenue Historic District                                                                         |        | 29 de agosto de 2010    | 900-1240 and 903-1235 Park Ave | Upper East Side                        | 10000588                                  | Muitos prédios de apartamentos arquitetonicamente distintos do final do século XIX e início do século XX. |
| 66    | Park Avenue Houses                                                                                    |        | 3 de janeiro de 1980    | 680, 684, 686 e 690 Park Ave. | Lenox Hill                             | 80002708                                  | |
| 67    | Park East Synagogue, Congregation Zichron Ephraim                                                     |        | 18 de agosto de 1983    | 163 E. 67th St. | Lenox Hill                             | 83001738                                  | |
| 68    | Distrito Pomander Walk                                                                                |        | 8 de setembro de 1983   | 261-267 W. 94th St., 260-274 W. 95th St. e Pomander Walk 40° 47′ 38″ N, 73° 58′ 24″ O                                                                                          | Upper West Side                        | 83001739                                  | |
| 69    | Public School 109                                                                                     |        | 22 de setembro de 2000  | 215 East 99th St. | East Harlem                            | 00001159                                  | |
| 70    | Escola Pública 9                                                                                      |        | 3 de agosto de 1987     | 466 W. End Ave. | Upper West Side                        | 87001258                                  | |
| 71    | Red House                                                                                             |        | 8 de setembro de 1983   | 350 W. 85th St. | Upper West Side                        | 83001742                                  | |
| 72    | Isaac L. Rice Mansion                                                                                 |        | 25 de junho de 1980     | 346 W. 89th St. | Upper West Side                        | 80002711                                  | |
| 73    | Riverside Drive–West 80th–81st Streets Historic District                                              |        | 10 de maio de 1984      | Riverside Dr., W. 80th e W. 81st Sts. | Upper West Side                        | 84002790                                  | |
| 74    | Riverside Park and Drive                                                                              |        | 2 de setembro de 1983   | Da 72nd St. até 129th St. 40° 48′ 15″ N, 73° 58′ 12″ O | Upper West Side até Inwood             | 83001743                                  | Primeiro grande projeto de Robert Moses em Manhattan; acelerou o tempo de viagem para o Bronx e Westchester e tornou o rio acessível através do parque. |
| 75    | Riverside-West 105th Street Historic District                                                         |        | 19 de agosto de 1980    | Aproximadamente delimitado pela W. End Ave., Riverside Dr., W. 104th e W. 106th Sts.                                                                                           | Upper West Side                        | 80002712                                  | |
| 76    | John S. Rogers House                                                                                  |        | 30 de junho de 1983     | 53 E. 79th St. | Upper East Side                        | 83001744                                  | A mansão Renaissance de 1917 abriga a instituição cultural mais antiga da cidade, a New York Society Library, desde 1937. |
| 77    | Sara Delano Roosevelt Memorial House                                                                  |        | 28 de março de 1980     | 47 e 49 E. 65th St. | Lenox Hill                             | 80002713                                  | |
| 78    | Rowhouses at 322-344 East 69th Street                                                                 |        | 7 de setembro de 1984   | 322-344 E. 69th St. | Upper East Side                        | 84002793                                  | Grupo de casas geminadas baixas restantes do final do século XIX. |
| 79    | Row Houses at 854-858 West End Avenue and 254 West 102nd Street                                       |        | 3 de março de 2021      | 854-858 West End Ave. e 254 West 102nd St. | Upper West Side                        | 100006218                                 | |
| 80    | St. Cecilia's Church and Convent                                                                      |        | 2 de fevereiro de 1984  | 112-120 E. 160th St. | East Harlem                            | 84002796                                  | |
| 81    | St. Ignatius of Antioch Episcopal Church                                                              |        | 30 de novembro de 1999  | 552 W. End Ave. | Upper West Side                        | 99001442                                  | |
| 82    | St. Jean Baptiste Church and Rectory                                                                  |        | 23 de abril de 1980     | 1067-1071 Lexington Ave. | Lenox Hill                             | 80002720                                  | A igreja de 1910 é uma das poucas igrejas católicas da cidade com cúpula e a única além da Catedral de São Patrício a ter vitrais feitos em Chartres. O único trabalho do arquiteto Nicholas Serracino na cidade de Nova Iorque ganhou um prêmio em um concurso internacional. |
| 83    | St. Michael's Church                                                                                  |        | 15 de novembro de 1996  | 225 W. 99th St. | Upper West Side                        | 96001354                                  | |
| 84    | St. Vincent Ferrer Church and Priory                                                                  |        | 14 de junho de 1984     | 869 e 871 Lexington Ave. | Upper East Side                        | 84002800                                  | |
| 85    | William Schickel House                                                                                |        | 6 de dezembro de 2004   | 52 E. 83rd St. | Upper East Side                        | 04001326                                  | |
| 86    | Schinasi House                                                                                        |        | 23 de abril de 1980     | 351 Riverside Dr. | Manhattan Valley                       | 80002714                                  | |
| 87    | Seventh Regiment Armory                                                                               |        | 14 de abril de 1975     | 643 Park Ave. | Upper East Side                        | 75001208                                  | |
| 88    | Sidewalk Clock at 1501 3rd Avenue, Manhattan                                                          |        | 18 de abril de 1985     | 1501 3rd Ave. | Upper East Side                        | 85000926                                  | |
| 89    | Sidewalk Clock at 783 5th Avenue, Manhattan                                                           |        | 18 de abril de 1985     | 783 5th Ave. | Lenox Hill                             | 85000930                                  | Relógio histórico na calçada em frente ao The Sherry-Netherland. |
| 90    | Harry F. Sinclair House                                                                               |        | 2 de junho de 1978      | 2 E. 79th St. | Upper East Side                        | 78001882                                  | |
| 91    | Abigail Adams Smith Museum                                                                            |        | 12 de janeiro de 1973   | 421 E. 61st St. | Lenox Hill                             | 73001223                                  | Também conhecido como Mount Vernon Hotel Museum. |
| 92    | Sofia Warehouse                                                                                       |        | 27 de setembro de 1984  | 43 W. 61st St. | Upper West Side                        | 84002801                                  | Também conhecido como "Garagens Automáticas Kent". |
| 93    | Estábulos em 167, 169 e 171 West 89th Street                                                          |        | 25 de agosto de 1983    | 167-171 W. 89th St. | Upper West Side                        | 83001747                                  | |
| 94    | Studio Apartments                                                                                     |        | 19 de maio de 1983      | 44 W. 77th St. | Upper West Side                        | 83001748                                  | |
| 95    | Subestação 7                                                                                          |        | 9 de fevereiro de 2006  | 1782 Third Avenue | Upper East Side                        | 06000027                                  | |
| 96    | Townhouses at 352 e 353 Riverside Dr.                                                                 |        | 1 de setembro de 2005   | 352 e 353 Riverside Dr. | Upper West Side                        | 05000944                                  | |
| 97    | Treadwell Farm Historic District                                                                      |        | 27 de maio de 2004      | E. 61st e 62nd Sts. entre Second e Third Aves. | Lenox Hill                             | 04000541                                  | |
| 98    | Trinity Lutheran Church of Manhattan                                                                  |        | 16 de setembro de 2009  | 164 W. 100th St. | Upper West Side                        | 09000722                                  | |
| 99    | Upper East Side Historic District                                                                     |        | 7 de setembro de 1984   | Aproximadamente delimitado pela 3rd e 5th Aves., 59th e 79th Sts. (original) Parte de 17 quadras adjacentes a leste do distrito original entre 60th e E 75th Sts. (incremento) | Upper East Side                        | 84002803 (original) 06000822 (incremento) | Houve um aumento de limite em 12 de setembro de 2006. |
| 100   | US Post Office-Lenox Hill Station                                                                     |        | 11 de maio de 1989      | 221 E. 70th St. | Lenox Hill                             | 88002363                                  | |
| 101   | Mrs. Graham Fair Vanderbilt House                                                                     |        | 29 de outubro de 1982   | 60 E. 93rd St. | Upper East Side                        | 82001206                                  | |
| 102   | Giuseppe Verdi Monument                                                                               |        | 4 de outubro de 1990    | Verdi Square Park | Upper West Side                        | 90002223                                  | |
| 103   | Gertrude Rhinelander Waldo Mansion                                                                    |        | 6 de maio de 1980       | 867 Madison Ave. | Lenox Hill                             | 80002727                                  | |
| 104   | Felix M. Warburg House                                                                                |        | 29 de outubro de 1982   | 1109 5th Ave. | Upper East Side                        | 82001207                                  | |
| 105   | West 67th Street Artists' Colony Historic District                                                    |        | 11 de julho de 1985     | 1-39 e 40-50 W. 67th St. | Upper West Side                        | 85001522                                  | |
| 106   | West 73rd-74th Street Historic District                                                               |        | 8 de setembro de 1983   | 73rd, 74th Sts. e Columbus Ave. | Upper West Side                        | 83001752                                  | |
| 107   | West 76th Street Historic District                                                                    |        | 24 de julho de 1980     | W. 76th St. | Upper West Side                        | 80002728                                  | |
| 108   | West End Collegiate Church and Collegiate School                                                      |        | 6 de maio de 1980       | W. End Ave. e W. 77th St. | Upper West Side                        | 80002729                                  | |
| 109   | West End Presbyterian Church and Parish House                                                         |        | 30 de dezembro de 2011  | 165 W. 105th St. | Upper West Side                        | 11000969                                  | Localizada na 105th St. conforme formulário NRHP e website da igreja; incorretamente listado no endereço 165th St. na National Register of Historic Places 2012 Weekly Lists                                                                                                   |
| 110   | West Side Unitarian Church-Congregation Ramath Orah                                                   |        | 17 de setembro de 2015  | 550 W. 110th St. | Upper West Side                        | 15000608                                  | Congregação judia ortodoxa que fugiu de Luxemburgo durante a Segunda Guerra Mundial mudando-se para uma igreja inacabada de 1921 |
| 111   | Zion-St. Mark's Evangelical Lutheran Church                                                           |        | 23 de março de 1995     | 339-341 E. 84th St. | Yorkville                              | 95000335                                  | |